# Weeki Wachee
Weeki Wachee era una ciudad del condado de Hernando, Florida, Estados Unidos. Según el censo de 2020, en ese momento tenía una población de 16 habitantes, para el año 2024 aunmento a los 138 habitantes.

## Historia
Se fundó como ciudad en 1966 para promover la atracción local de las "sirenas vivientes", consistente en un extravagante show de mujeres usando disfraces de sirenas en trajes de baño.
Con 16 residentes y crecientes preocupaciones sobre las finanzas, los servicios y las operaciones del parque estatal local, el representante estatal Blaise Ingoglia presentó un proyecto de ley para disolver la ciudad, y el gobernador Ron DeSantis lo convirtió en ley en junio de 2020. El condado de Hernando se hizo responsable de resolver sus problemas financieros. Las operaciones del parque no se vieron afectadas.

## Geografía
Estaba ubicada en las coordenadas 28°31′00″N 82°34′50″O / 28.51667, -82.58056 (28.516532, -82.580682). Según la Oficina del Censo, tenía una superficie total de 2.64 km², de los cuales 2.61 km² correspondían a tierra firme y 0.13 km² estaban cubiertos de agua.

## Demografía
Según el censo de 2020, en ese momento había 16 personas residiendo en la zona. La densidad de población era de 6.13 hab./km². El 68.75% de los habitantes eran blancos, el 6.25% era amerindio, el 12.50% eran asiáticos y el 12.50% eran de una mezcla de razas. Del total de la población, el 6.25% era hispano o latino.